# Cantherhines rapanui
Cantherhines rapanui là một loài cá biển thuộc chi Cantherhines trong họ Cá bò giấy. Loài cá này được mô tả lần đầu tiên vào năm 1963.

## Từ nguyên
Từ định danh rapanui được đặt theo tên gọi của đảo Rapa Nui, tức đảo Phục Sinh, là nơi mà mẫu định danh của loài cá này được thu thập, cũng là nơi duy nhất biết đến chúng.

## Phân bố và môi trường sống
C. rapanui là loài đặc hữu của đảo Phục Sinh, sống trên các rạn san hô ở độ sâu đến khoảng 20 m.

## Mô tả
Chiều dài cơ thể lớn nhất được ghi nhận ở C. rapanui là 20 cm. Loài này có màu lục vàng, nâu vàng hoặc nâu thuần.
Số gai vây lưng: 2; Số tia vây lưng: 35–37; Số gai vây hậu môn: 0; Số tia vây hậu môn: 31–34; Số tia vây ngực: 11–13.

## Sinh thái
C. rapanui ăn tảo và hải miên.